# Aspidoscelis pictus
Aspidoscelis pictus (монсерратський батогохвіст) — вид ящірок родини теїдових (Teiidae). Ендемік Мексики.

## Поширення і екологія
Монсерратські батогохвости є ендеміками острова Монсеррате в Каліфорнійській затоці. Вони живуть в арройо, серед густої рослинності, а також вздовж піщаних дюн за смугою пляжів.